# Fontanka
Fontanka (ros. Фонтанка) – rzeka w Petersburgu o długości 6,7 km i szerokości dochodzącej do 70 m. Stanowi lewy dopływ Newy i przepływa przez centrum miasta. Nabrzeże Fontanki jest usiane byłymi rezydencjami szlachty rosyjskiej. Początkowo rzeka była nazywana Bezimiennym potokiem (Безымянный ерик). W 1719 zaczęto używać obecnej nazwy, która miała związek z tym, iż jej rzeki dostarczały wodę do licznych fontann znajdujących się w Ogrodzie Letnim. Do połowy XVIII w. Fontanka wyznaczała południowe granice miasta.